# چارچوب آمیغی (در نرم افزار)

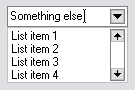
یک جعبه ترکیبی عمومی

یک چارچوب آمیغی (combo box)، یا کادر ترکیبی، یک ویجت (یا کنترل) رابط کاربری گرافیکی است که پرکاربرد است. به طور سنتی، ترکیبی از یک لیست کشویی یا کادر لیست و یک کادر متن ویرایش‌پذیر تک‌خطی است که به کاربر اجازه می‌دهد تا یک مقدار را مستقیماً تایپ کند یا مقداری را از لیست انتخاب کند. واژه‌ی "کادر ترکیبی" گاهی زمان‌ها به مینای "فهرست کشویی" استفاده می‌شود. در هر دو زبان جاوا و دات نت، "چارچوب آمیغی" مترادف "فهرست کشویی" نیست. تعریف "لیست کشویی" گاهی اوقات با عباراتی مانند "کادر ترکیبی غیر قابل ویرایش" (یا چیزی اینچنین) روشن می‌شود تا آن را از "کادر ترکیبی" جدا کند.

## همچنین ببینید
- تکمیل خودکار
- لیست کشویی
- جعبه لیست
- رابط کاربری

## پیوندهای بیرونی
- فهرست‌ها و کادرهای ترکیبی برای مایکروسافت اکسس